# Susan Visser
Susan Visser (Rotterdam, 15 oktober 1965) is een Nederlands actrice, onder andere bekend van haar rol als Anouk Verschuur in de komische dramaserie Gooische Vrouwen.

## Biografie

### Carrière
Visser kreeg begin jaren 90 nationale bekendheid door haar rol van Dirkje in de comedyserie In de Vlaamsche pot. Ze speelde deze rol toen ze nog aan de Amsterdamse Toneelschool studeerde. Later speelde ze rollen in series als All Stars, Baantjer, De Buurtsuper en Spangen. Ook speelde ze Ina in de film Polleke. In 2005 kreeg ze een hoofdrol in de televisieserie Gooische Vrouwen, op Talpa, waarvan eind 2009 het vijfde en laatste seizoen werd uitgezonden, en in spin-off bioscoopfilm van deze serie. Ook won het programma op 23 oktober 2009 de 44e Gouden Televizier-Ring. 15 jaar later, op 26 oktober 2024, startte een nieuw seizoen van de 'Gooische Vrouwen' met dezelfde hoofdrolspeelsters in dezelfde rollen. Naast haar televisiewerk speelt Visser ook af en toe rollen in het theater (onder andere in Dat Smoel) en had zij een rol in de film Zwartboek. Visser speelt ook in de film Lover of loser. Ze speelde ook nog een klein gastrolletje in de Net5-serie S1NGLE. In 2010 speelde ze de hoofdrol in de Nederlandse film 'Richting West'. Vanaf maart 2011 is Visser te zien in de filmversie van Gooische Vrouwen en in februari 2012 ging de film Taped in première, waarin Visser de hoofdrol speelt, samen met Barry Atsma.
Susan Visser was te zien in seizoen 14 van Wie is de Mol?. Deze serie begon op 2 januari 2014. Ze bleek uiteindelijk de Mol te zijn. In 2024 deed ze mee aan Het perfecte plaatje in Thailand waarin ze op de derde plaats eindigde.

### Privéleven
Susan Visser had sinds 1990 een relatie en was getrouwd met Roef Ragas, die op 30 augustus 2007 aan de gevolgen van een hartstilstand overleed. Samen kregen ze twee kinderen. Daarna heeft ze een relatie gehad met Dennis van de Ven, die bekend is van onder andere Draadstaal en Jurk!.

## Filmografie

### Film
- Verliefd op Cuba (2019), als Loes
- Gek van Oranje (2018), als Claudia
- Toen mijn vader een struik werd (2016), als vrouw in het weeshuis
- De held (2016), als Judith
- Sneeuwwitje en de zeven kleine mensen (2015), als Alexia (stiefmoeder)
- Gooische Vrouwen 2 (2014), als Anouk Verschuur
- 2/11 Het spel van de wolf (2014), als Ellen
- Hartenstraat (2014), als Mirjam
- Smoorverliefd (2013), als Judith
- Voorbij (2013), als moeder
- Taped (2012), als Saar
- Game (2012), als Annette
- Gooische Vrouwen (2011), als Anouk Verschuur
- Finnemans (2010), als Myla
- Richting West (2010), als Clair
- Finnemans (2010), als Myla
- Lover of loser (2009), als Katja de Jonge
- Zwartboek (2006), als dronken vrouw in de gevangenis
- Het zwijgen (2006), als Heleen Kleingeld
- Amazones (2004), als Lot
- Polleke (2003), als Ina
- Roadkill (2003), als vrouw
- Man, vrouw, hondje (1999), als vrouw vrachtwagenchauffeur
- All Stars (1997), als cameravrouw
- Lovely Liza (1997), als Nora
- Off Mineur (1996), als Henriet
- De jurk (1996), als parkhoertje
- Koeman & Co (1990), als Maaike

### Televisieserie
- De Poli (2023), als Patty
- Diepe Gronden (2022), als Kaat de Moor
- Follow de SOA (2021), als moeder Maria
- Smeris (2017–2020), als Laura den Dooyer
- Als de dijken breken (2016), als Marion Wienesse
- Centraal Medisch Centrum (2016-2018), als Mia Verhulst
- Dagboek van een callgirl (2015), als Stefanie Heemskerk
- Wie is de Mol? (2014), als De Mol
- Love Hurts (2013), als Sarah van Asperen
- Het gordijnpaleis (2011), als Lilian Spatelplaat
- Gooische Vrouwen (2005–2009, 2024-heden), als Anouk Verschuur
- Ben zo terug (1999–2000), als Caro
- De Buurtsuper (1995), als Pamela
- In de Vlaamsche pot (1990–92), als Dirkje

#### Gastrollen
- Sinterklaasjournaal (2024), als Simone Spanjaard
- Moltalk (2016), zichzelf als gast in aflevering 1 en 8
- Sinterklaasjournaal (2015), als moeder
- Van God Los (2013)
- S1NGLE (2009), als buurvrouw
- Rozengeur & Wodka Lime (2006)
- Keyzer & De Boer Advocaten (2006), als Angela Thijssen
- Grijpstra & De Gier (2004), als Babbette
- IC (televisieserie) (2002), als Judith Blaauw
- Dunya & Desie (2002)
- Spangen (2002), als Ingrid van Luijk
- Dok 12 (2001), als Elly
- Ben zo terug (1999–2000), als Caro
- All Stars (1999), als Josje
- Quidam, Quidam (1999)
- 12 steden, 13 ongelukken (1997), als Rini
- Consult (1996)
- Baantjer (1996), als Sonja Rozemond

## Toneel[3]
- 2023: Detective Moncler (Theater Oostpool)
- 2020: De Grootste Helft (Heads and Tales)
- 2019–2020: De Verleiders Female (BOS Theaterproducties)
- 2019: Celia! (Urban Myth)
- 2017: De man van je leven (Theater Alliantie)
- 2016: Winterbloemen (Theatergroep Suburbia)
- 2016: Madame Bovary – Emma Bovary (Theatergroep Suburbia)
- 2013: Dat Smoel (Het Nationale Theater)